# Trogus edwardsii
Trogus edwardsii là một loài tò vò trong họ Ichneumonidae.